# 布拉德伯里 (加利福尼亚州)
布拉德伯里（英語：Bradbury），是美国加利福尼亚州洛杉矶县下属的一座城市。建市于1957年7月26日，面积大约为1.96平方英里（5.1平方公里）。根据2010年美国人口普查，该市有人口1,048人。